# Oude Compagnie

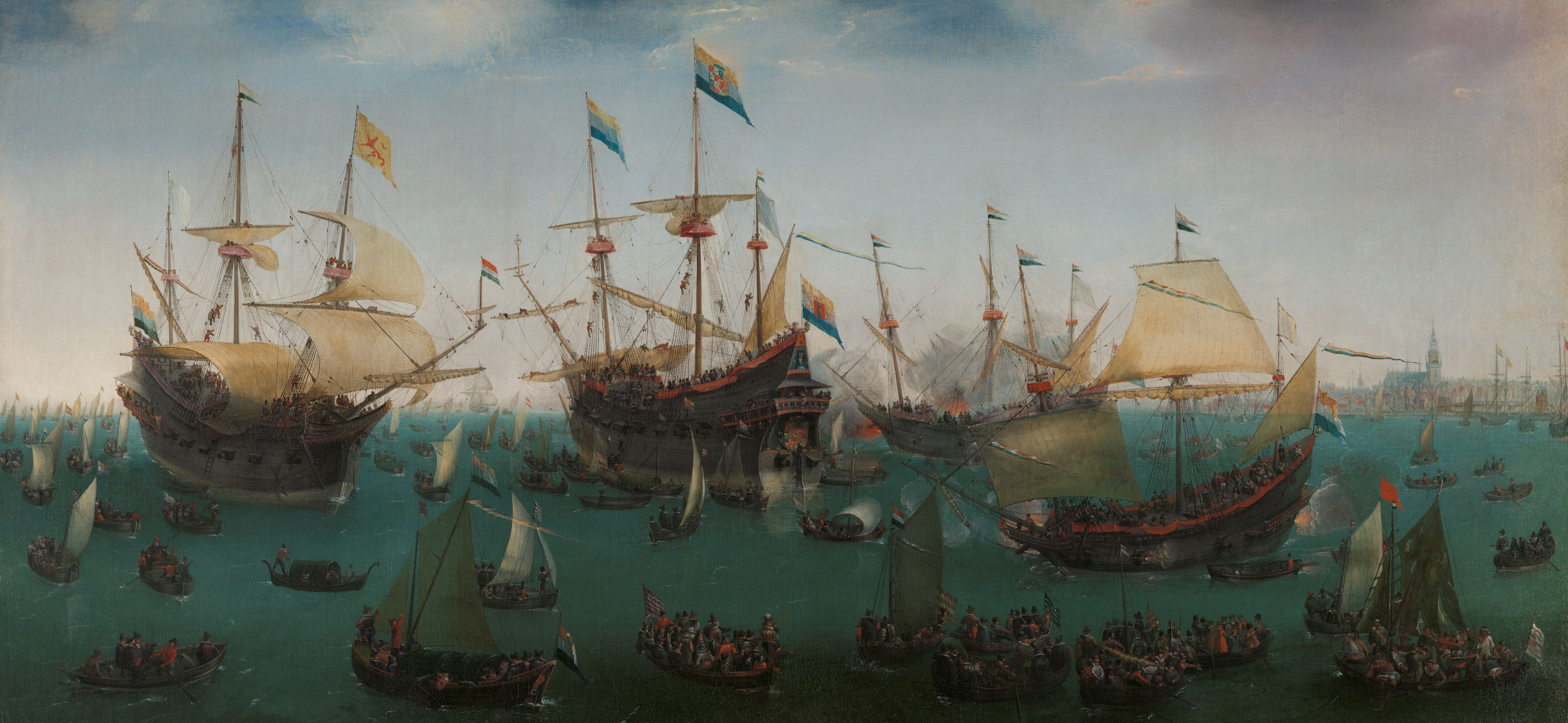
Terugkeer van de Tweede Schipvaart onder Jacob van Neck in 1599, door Cornelis Vroom (ca. 1591-1661)

De Oude Compagnie was een voorcompagnie van de Republiek der Zeven Verenigde Nederlanden en is voortgekomen uit de Compagnie van Verre en de Nieuwe Compagnie (of Tweede Compagnie),  van Amsterdam, in 1598. De Oude Compagnie en de (Nieuwe) Brabantse Compagnie zouden in 1601 samensmelten tot de Vereenigde Amsterdamsche Compagnie.

## Geschiedenis
Een voorcompagnie is een handelscombinatie uit de Republiek die handel dreef op Azië tussen 1594 en 1602, voordat de Vereenigde Oost-Indische Compagnie (VOC) werd gesticht. De voorcompagnieën werden gefinancierd door rijke Noord-Nederlandse kooplieden en rijke immigranten uit de Zuidelijke Nederlanden. 
Volgens een tijdgenoot "zeilde men elkaar het geld uit de beurs en de schoenen van de voeten". In totaal werden er tussen 1594 en 1601 vijftien expedities uitgestuurd waaraan 65 schepen deelnamen, inclusief de vier schepen van de Eerste Schipvaart, en exclusief de drie barre en mislukte tochten via de Noordkaap.
Vanwege de moordende onderlinge concurrentie werden de compagnieën in 1602 door de overheid gedwongen zich voor 21 jaar te verenigen in de VOC, die het alleenrecht op de Aziatische vaart kreeg.
Voordat de VOC in 1602 het licht zag bestonden er in het tijdsbestek van zeven jaar twaalf verschillende voorcompagnieën:
| - Compagnie van Verre - Nieuwe of Tweede Compagnie - Oude Compagnie - (Nieuwe) Brabantse Compagnie | - Magelhaense Compagnie - Rotterdam - Magelhaense Compagnie - Amsterdam - Veerse Compagnie - Middelburgse Compagnie | - Verenigde Amsterdamse Compagnie - Compagnie van De Moucheron - Delftse Vennootschap - Verenigde Zeeuwse Compagnie |

De bewindhebbers van de Oude Compagnie waren Dirck van Os, Jan Hermansz, Jan Janss Carel (Kaerel), Geraerdt (Gerrit) Bicker. Bewindhebbers met een kleiner aandeel van de inleg waren: Vincent van Bronckhorst, Symon Jansz Fortuyn, Geurt Dircxz, Cornelis van Campen, Jacob Thomasz Van den Dael, Elbert Simonsz Jonckheyn, Petrus Plancius, Syvert Sern, Jan Poppe, Geurt Dirckss en Pieter Hasselaer.

## Expedities Oude Compagnie

### De Tweede Schipvaart
De Oude compagnie organiseerde een eerste expeditie op 1 mei 1598, ook gekend als De Tweede Schipvaart. De vloot bestaande uit acht schepen voer uit onder het bevel van admiraal Jacob Cornelisz van Neck. De andere bevelhebbers waren Wybrand van Warwijck (vice-admiraal) en Jacob van Heemskerck. Deze vaart was buitengewoon geslaagd. De eerste vier schepen (de 'Mauritius', 'Overijssel', 'Friesland' en 'Hollandia') keerden geladen met specerijen veilig uit Bantam terug. De andere schepen waren doorgevaren naar de Molukken. De 'Amsterdam' en 'Utrecht' deden Celebes, Ambon en Ternate aan en kwamen in augustus 1600 weer volgeladen terug. De 'Zeeland' en 'Gelderland' gingen naar Banda; zij kwamen op 19 mei 1600 met noten, foelie en kruidnagel weer in het vaderland aan.

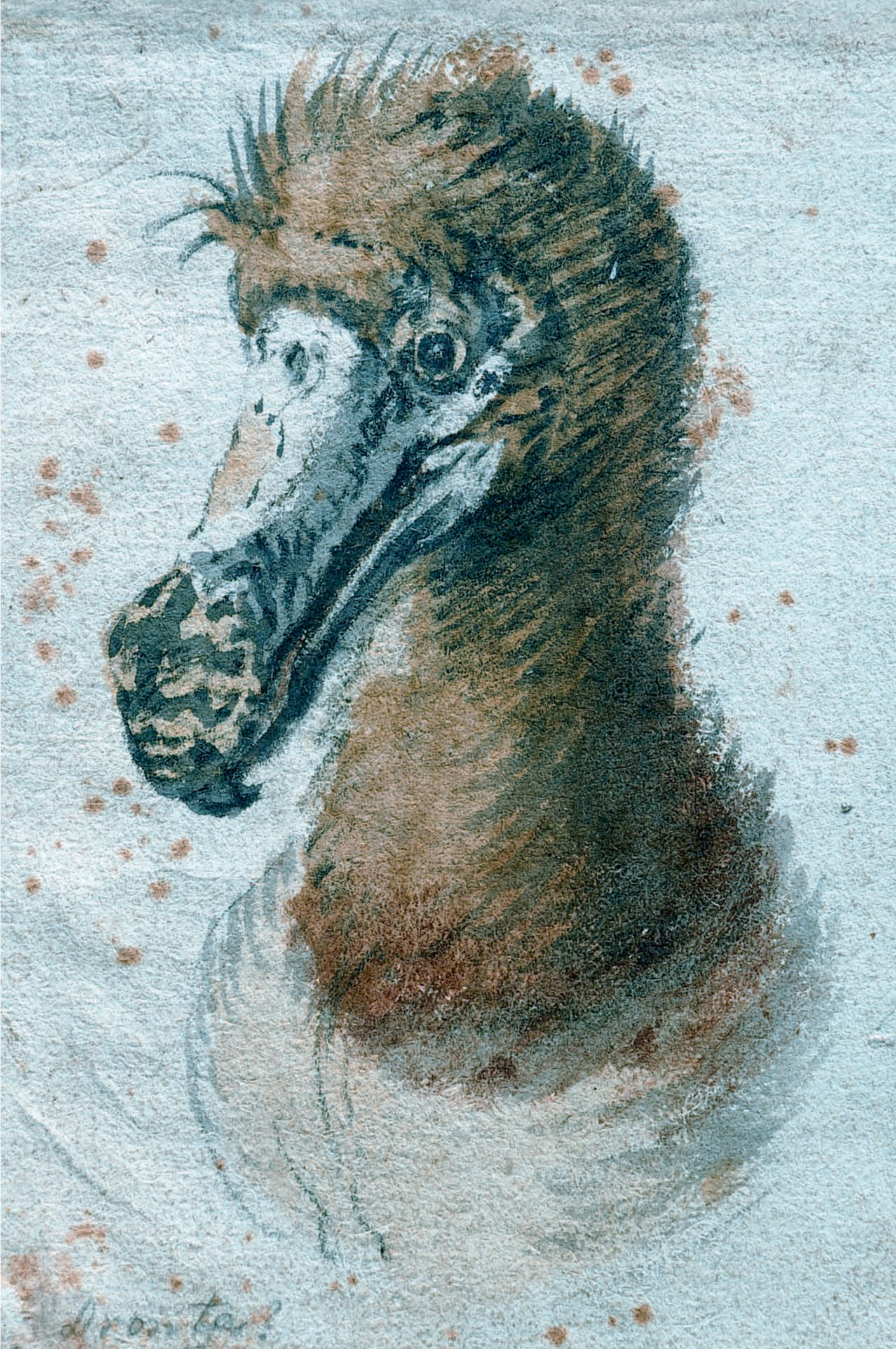
Schilderij van een dodo uit 1638 door Cornelis Saftleven, de laatste afbeelding die bekend is

Op 1 mei 1598 vertrokken Van Warwijck, Van Neck en Van Heemskerck. Terwijl de admiraal met een deel van de kleine vloot voedsel zocht op Madagaskar, ging een ander deel met hetzelfde doel naar Mauritius. Destijds stond het eiland nog bekend onder de Portugese naam die Zwaneneiland betekent, al vlug zou duidelijk zijn waarom. Op 18 september 1598 gingen de eerste Hollanders aan land. Tegen de avond kwamen ze terug aan boord met negen stuks van een soort grote vogels die zij dodo's noemden. Ze waren groter dan kalkoenen, en konden niet vliegen. Hun vlees was taai, maar de honger maakte veel goed. Op 20 april, werd aan land een dankdienst gehouden, het was de dag van de Amsterdamse kermis en daarom werd de dodo aanvankelijk ook wel 'kermisgans' genoemd.
Op 26 november arriveerden de eerste en op oudejaarsdag de laatste schepen op de rede van Bantam. Op 11 januari 1599 stak de retourvloot van wal. Op de thuisreis liet Van Neck de kust van Sumatra aandoen waar de zieken aan wal werden gebracht en waar water ingeladen werd. Van Neck zelf ging ook aan land. Langs de stranden daar de zee lieflijk op was spelende, kwamen veel van den lande, met haar dragende zeer goede vruchten die van de onzen werden gekocht en naar de schepen gevoerd die men daar sierlijk geankerd mocht zien tussen vele lustige eilanden.
De vloot kwam na 14½ maand met een rijke lading terug (onder andere 600.000 pond peper, (bij de aankoop gemengd met steentjes, zand en aarde), 250.000 pond kruidnagelen, 20.000 pond muskaatnoten en 200 pond foelie). Van Neck werd op 17 juli 1599 ingehaald met groot geclanck van acht Trompetten ende van Stadtswege met wyn beschonken ende men luyde van blydtschap alle de klocken. In het geheel zijn 15 man onderweg gestorven. De winst bedroeg na de teruggave der inleggelden 265%. De aandeelhouders konden een flink dividend beuren en dominee Petrus Plancius, die ƒ 50.000 in de onderneming gestoken had, zal daar geen spijt van gehad hebben.
Toen de bewindhebbers van de Oude Compagnie de meegebrachte peper niet in het openbaar wilden veilen, maar onder elkaar verdeelden, sprak de Amsterdamse kerkenraad over dit "monopolie met de peper" zijn afkeuring uit.

### De Derde Schipvaart
Op 6 april 1599 zette de expeditie (3e equipage) onder leiding van Steven van der Haghen koers vanuit Texel richting het Zuid-Oosten. De vloot bestond uit de schepen: de Zon, de Maan en de Morgenster. Steven van der Haghen sloot op Ambon een overeenkomst waarbij de Nederlanders militaire steun beloofden. Op hun beurt schonken de Hitunezen aan de Nederlanders het “monopolie” voor de aankoop van specerijen. Ook kreeg men van de inwoners van het schiereiland Hitu toestemming tot de oprichting van het kasteel Van Verre in ruil voor militaire steun tegen de Portugezen. Een aanval op het Portugese fort Leitimor op Oost-Ambon mislukte. Van der Haghen slaagde er niet in om de Portugezen te verdrijven, maar beloofde om later met een versterkte vloot terug te komen. De expeditie zette wederom voet aan vaderlandse wal in oktober 1601.

### De Vierde Schipvaart

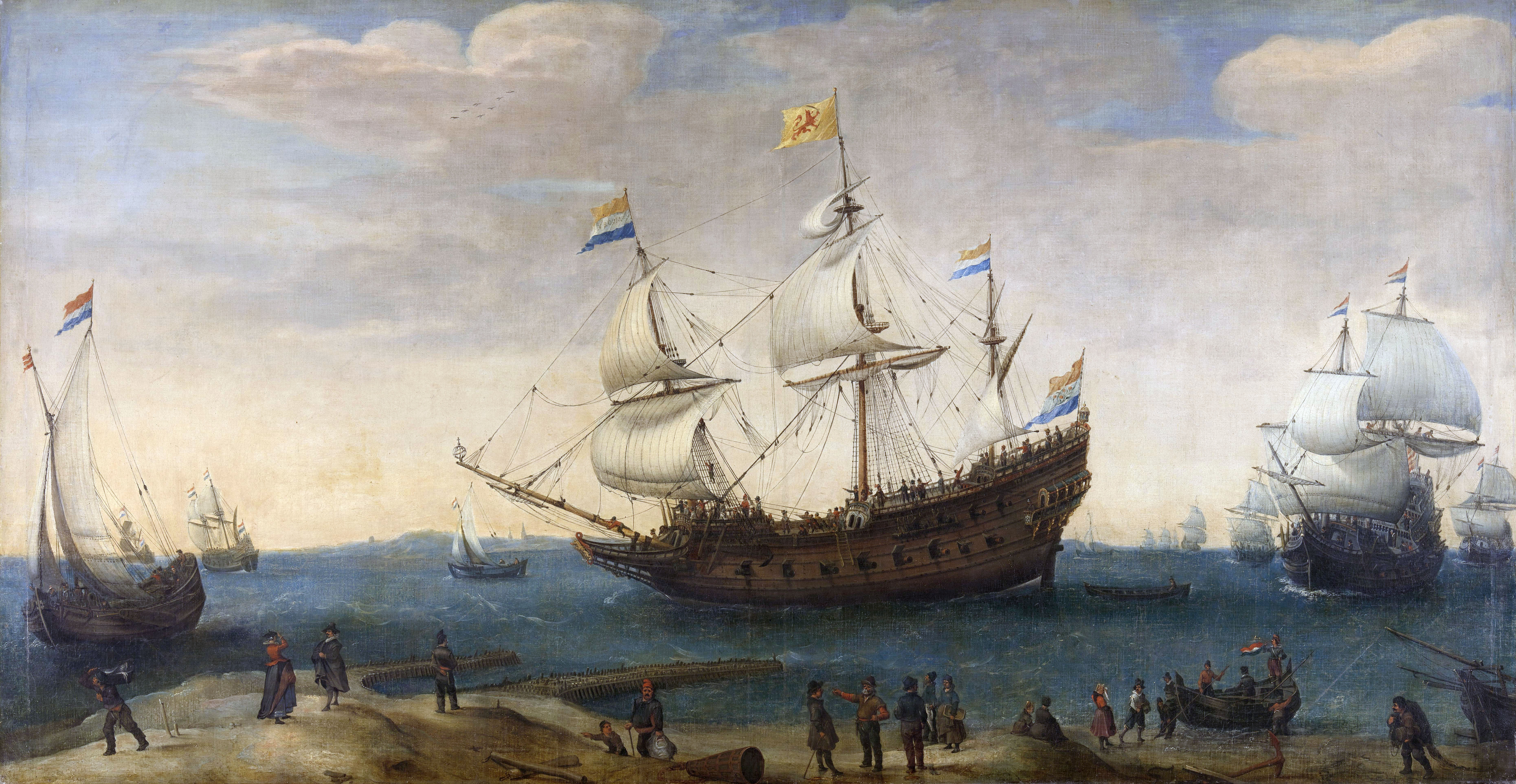
Het schip Mauritius (1600). Door Hendrick Cornelisz. Vroom

Op 21 december 1599 vertrok Jacob Wilkens met vier schepen, Jacob Cornelisz van Neck is een half jaar later met zes schepen vertrokken voor zijn tweede tocht. De beide vloten staan bekend als de vierde schipvaart.
4e equipage, 1e eskader
De vloot vertrok op 21 december 1599 en bestond uit de schepen: Mauritius, Hollandia, Vriesland, Overijssel, onder leiding van Jacob Wilckens. De vloot komt op 1 september voor Bantam aan. De Mauritius en Vriesland vertrekken op 14 januari 1601 volgeladen met peper naar patria, in het gezelschap van de Zon, de Maan en de Morgenster (Derde Schipvaart) en de Verenigde Landen en Hof van Holland (Nieuwe Brabantse Compagnie). Cornelis van Heemskerck vertrekt op 6 december 1600 van Bantam met de Hollandia en de Overijssel om op 2 januari in Ambon aan te komen. Er is een ontmoeting met de kapitein van het Kasteel van Verre. In juni doet de vloot Bali aan en in juli is men terug in Bantam. Op 9 September 1601 vatten de Hollandia en de Overijssel de terugreis aan.
4e equipage, 2e eskader
De vloot vertrok op 28 juni 1600 en bestond uit de schepen: Amsterdam, Dordrecht, Haarlem, Leiden, Delft en Gouda, onder leiding van Jacob Cornelisz van Neck. De Haarlem is in Patani in brand gestoken wegens lekkage.
Ieder van de 600 bemanningsleden aan boord van de zes schepen had recht op vier pond brood per week en een liter wijn per dag. Op elk schip lagen 600 kazen, 100 tonnen bier, zes tonnetjes paling, vijf tonnen spek en haring, mierikswortel, pruimen, krenten, kappertjes, tabak en een gigantische hoeveelheid boter, gort, bonen en gedroogde vis, etc. Alle schepen kwamen op Java aan. Vier schepen vertrokken vanaf Bantam toen ze waren geladen met peper. Twee schepen hadden Annam als doel, en twee voeren door naar Ambon en Bali. Van Neck bezocht met twee schepen Ternate en raakte in een gevecht met de Portugezen drie vingers kwijt. De schipper van de Gouda verloor zijn been in de strijd en stierf enkele dagen later. Er vielen in totaal vijf doden. Van Neck staakte de aanval en vervolgde zijn reis naar Macau. Daar werden in sloepen ter verkenning uitgezonden bemanningsleden door de Portugezen opgehangen, verdronken of afgevoerd naar Goa. Op 3 oktober blies Van Neck de aftocht en bezocht Patani, op Malakka, waar een factorij werd gesticht. Daar ontmoette hij Jacob van Heemskerck, die hem uit de doeken kon doen wat er precies in Macau was gebeurd, nadat hij een Portugees schip had gekaapt waarop de briefwisseling daaromtrent was aangetroffen.

### De Vijfde Schipvaart
De Molukse vloot kreeg de opdracht om rechtstreeks naar Bantam te koersen en contact op te nemen met de daar eerder achtergelaten kooplieden op de Molukken en Banda. De vloot bestond uit de schepen de Gelderland (admiraalsschip), de Zeelandia (vice-admiraalsschip), de Utrecht, de Wachter en de pinas Duifje en stond onder leiding van Wolfert Harmensz.
De Molukse vloot vertrok samen met de Atjehse vloot (Verenigde Amsterdamse Compagnie) op 23 april 1601, ze gingen op 8 mei 1601 uit elkaar. De Molukse vloot zeilde via de Madeira eilanden en langs de Kaapverdische eilanden om op 26 september noodgedwongen aan te meren op Mauritius (een deel van de bemanning leed aan scheurbuik). Drie jaar eerder hadden de zeevaarders van de tweede scheepvaart reeds voet aan wal gezet op het onbewoonde eiland. De Molukse vloot verbleef van 27 september tot 20 oktober op het eiland, om op 20 oktober 1601 te vertrekken naar Bantam. Op 26 december werd Bantam bereikt, maar de haven was reeds bezet door een Portugese vloot van 30 schepen (waarvan 8 galjoenen), onder leiding van Andrea Furtado de Mendoza. Een dag later bij zonsopgang, zette de Molukse vloot de aanval in op 2 van de Portugese galjoenen die de haven van Bantam blokkeerden. De Gelderland (het grootste schip) kwam zwaar gehavend uit de strijd. In de vroege uren van 29 december zette onze vloot nogmaals de aanval in, twee galeien werden geënterd en veroverd. Op nieuwjaarsdag 1602 werd de beslissende zeeslag aangevat. De Portugese armada was niet voorbereid en de bemanning werd overweldigd door het zwaardere geschut van de schepen uit de Nederlanden. De Portugese vloot blies al snel de aftocht. Deze overwinning op de Portugezen in de Slag bij Bantam overtuigde de Bantammers van het ijzersterke zeemanschap van de Republiek. Op 12 januari zeilde men door naar de Molukken. In de daaropvolgende maanden werden Banda en Ternate meermaals aangedaan. In de regio van Banda en Ternate werd onderling handel gedreven tussen de plaatselijke koninkrijken, allianties werden gesloten en de schepen werden volgeladen met handelswaar. Op 25 augustus keerde de vloot huiswaarts. De Gelderland en de Zeeland verbleven op 25 november 1602 op Sint-Helena. Hier troffen ze 5 schepen van de Atjehse vloot (de Enkhuizen, de Hoorn, de Amsterdam, de Groene Leeuw en de Zwarte Leeuw). Op 23 december vertrokken de zeven schepen richting Brazilië. De vloot meerde aan op het eiland Fernando de Noronha op 9 januari 1603, waar de beoogde handel tegenviel. In april 1603 bereikten de zeven schepen Patria (Texel). Duyfken was al eerder op 17 februari 1603 in Zeeland aangekomen. De Utrecht en de Wachter zijn nooit weder gekeerd, hun lot blijft onbekend.